# Località della Groenlandia
Di seguito è fornita una lista di città, villaggi e insediamenti in Groenlandia.
Sono considerate città, in primis il capoluogo Nuuk con 14.501 abitanti, le località con più di mille abitanti. Si distinguono gli insediamenti tra by (paese) e bygd (insediamento), i primi come sedi municipali e gli altri come sorta di frazioni. Il nome danese delle località è indicato tra parentesi.
La prima lista comprende le città, l'altra le località divise per comune o area non incorporata.

## Località con popolazione superiore a 1.000 (città) (2005)
- Nuuk (Godthåb) Pop. 14.502
- Sisimiut (Holstensborg) Pop. 5.350
- Ilulissat (Jakobshavn) Pop. 4.533
- Qaqortoq (Julianehåb) Pop. 3.144
- Aasiaat (Egedesminde) Pop. 3.100
- Maniitsoq (Sukkertoppen) Pop. 2.859
- Tasiilaq (Oscarshavn) Pop. 1.848
- Paamiut (Frederikshåb) Pop. 1.817
- Narsaq (Nordprøven) Pop. 1.764
- Nanortalik (Bjørnsted) Pop. 1.509
- Uummannaq Pop. 1.366
- Qasigiannguit (Christianshåb) Pop. 1.320
- Upernavik Pop. 1.178

## Kujalleq
- Aappilattoq (Rødeførde) Pop. 160
- Akuliaruseq Pop. 4
- Alluitsoq Pop. 5
- Alluitsup Paa (Sydprøven) Pop. 390
- Ammassivik (Sletten) Pop. 79
- Arnannguit Pop. 5
- Atarnaatsoq Pop. 3
- Eqalugaarsuit Pop. 138
- Eqaluit Pop. 1
- Eqaluit Akia Pop. 3
- Eqaluit Ilua Pop. 5
- Igaliku (Igaliko) Pop. 35
- Igaliku Kujalleq Pop. 2
- Illorsuit Pop. 5
- Inneruulalik Pop. 4
- Ipiutaq Pop. 1
- Isortoq Pop. 2
- Issormiut Pop. 5
- Itelleq Kangilleq Pop. 1
- Itelleq Killeq
- Iterlak
- Kangerlua
- Kangerluarsorujuk
- Kangerluarsorujuup Qinngua
- Kingittoq
- Nalasut
- Nanortalik (Bjørnsted)
- Narsarmijit (Frederiksdal)
- Narsaq
- Narsarsuaaraq
- Narsarsuaq (Blomsterdal)
- Nunataaq
- Nuugaarsuk
- Qallimiut
- Qanisartuut
- Qaqortokolook
- Qassiarsuk
- Qassimiut (Bødker)
- Qinngua
- Qinngua Kangilleq
- Qorlortoq
- Qorlortorsuaq
- Qorlortup Itinnera
- Saarloq
- Saputit
- Saqqamiut
- Sillisit
- Tasilikulooq
- Tasiluk
- Tasiusaq
- Tasiusaq
- Timerliit
- Upernaviarsuk
- Uummannartuuaraq

## Qaasuitsup
- Aappilattoq
- Aasiaat (Egedesminde)
- Akunnaaq
- Attu
- Diskofjord
- Etah
- Iginniarfik
- Ikamiut
- Ikerasaarsuk
- Ikerasaarsuk
- Ikerasak
- Ilimanaq
- Illorsuit
- Ilulissat (Jacobshavn)
- Innaarsuit
- Kangaatsiaq
- Kangersuatsiaq (Prøven)
- Kitsissuarsuit (Hunde Ejlande)
- Kullorsuaq
- Moriusaq
- Naajaat
- Niaqornaarsuk
- Niaqornat
- Nutaarmiut
- Nuugaatsiaq
- Nuussuaq (Kraulshavn)
- Oqaatsut (Hollandshuk)
- Qaanaaq
- Qaarsut
- Qasigiannguit
- Qeqertaq  (Øen)
- Qeqertat
- Qeqertarsuaq (Godhavn)
- Qeqertarsuaq (Qaanaaq)
- Qullissat
- Saattut
- Saqqaq (Solsiden)
- Savissivik
- Siorapaluk
- Tasiusaq
- Tussaaq
- Ukkusissat
- Upernavik
- Upernavik Kujalleq
- Uummannaq

## Qeqqata
- Atammik
- Itilleq
- Kangaamiut
- Kangerlussuaq
- Maniitsoq
- Napasoq
- Sarfannguaq
- Sisimiut (Holstensborg)

## Sermersooq
- Arsuk
- Gurreholm
- Ikkatteq
- Isortoq
- Itterajivit
- Ittoqqortoormiit
- Ivittuut
- Kangerluarsoruseq
- Kangilinnguit
- Kapisillit (Lakskaj)
- Kulusuk (Kap Dan)
- Kuummiut
- Neriunaq
- Nuuk (Godthåb)
- Paamiut (Frederikshåb)
- Qeqertarsuatsiaat (Fiskernæs)
- Qernertuarssuit
- Qooqqut
- Qoornoq
- Sermiligaaq
- Sydkap
- Tasiilaq
- Timmiarmiut
- Tiniteqilaaq
- Uunarteq (Kap Tobin)

## Non incluse in alcun comune (area non incorporata)
- Pituffik

## Parco nazionale della Groenlandia nordorientale
- Daneborg, sede della Pattuglia Sirius
- Danmarkshavn, stazione meteorologica civile
- Mestersvig, avamposto militare
- Nord, base militare (non un insediamento in senso stretto)